# Kozjan
Kozjan falu Horvátországban Lika-Zengg megyében. Közigazgatásilag Plitvička Jezerához tartozik.

## Fekvése
Otocsántól légvonalban 33 km-re, közúton 38 km-re délkeletre, községközpontjától Korenicától légvonalban 14 km-re közúton 21 km-re délnyugatra, a Plitvicei-tavak Nemzeti Parktól délre fekszik.

## Története
A szerb lakosságú falu lakóinak ősei a 17. században a török által megszállt területről vándoroltak be ide. A bunići parókiához tartoztak. 1857-ben 294, 1910-ben 381 lakosa volt. A trianoni békeszerződés előtt Lika-Korbava vármegye Korenicai járásához tartozott. Ezt követően előbb a Szerb-Horvát-Szlovén Királyság, majd Jugoszlávia része lett. 1991-ben lakosságának 96 százaléka szerb nemzetiségű volt. 1991-ben a független Horvátország része lett, de szerb lakossága még az évben Krajinai Szerb Köztársasághoz csatlakozott. A horvát hadsereg 1995. augusztus 6-án a Vihar hadművelet keretében foglalta vissza a község területét. Szerb lakói nagyrészt elmenekültek. 2011-ben már nem volt állandó lakossága.

## Lakosság
| Lakosság változása | Lakosság változása | Lakosság változása | Lakosság változása | Lakosság változása | Lakosság változása | Lakosság változása | Lakosság változása | Lakosság változása | Lakosság változása | Lakosság változása | Lakosság változása | Lakosság változása | Lakosság változása | Lakosság változása | Lakosság változása |
| ------------------ | ------------------ | ------------------ | ------------------ | ------------------ | ------------------ | ------------------ | ------------------ | ------------------ | ------------------ | ------------------ | ------------------ | ------------------ | ------------------ | ------------------ | ------------------ |
| 1857               | 1869               | 1880               | 1890               | 1900               | 1910               | 1921               | 1931               | 1948               | 1953               | 1961               | 1971               | 1981               | 1991               | 2001               | 2011               |
| 294                | 312                | 336                | 359                | 431                | 381                | 378                | 352                | 226                | 190                | 135                | 102                | 66                 | 50                 | 3                  | 0                  |